# Anaspis picimana
Anaspis picimana là một loài bọ cánh cứng trong họ Scraptiidae. Loài này được Gebler miêu tả khoa học năm 1829.